# PC 카드

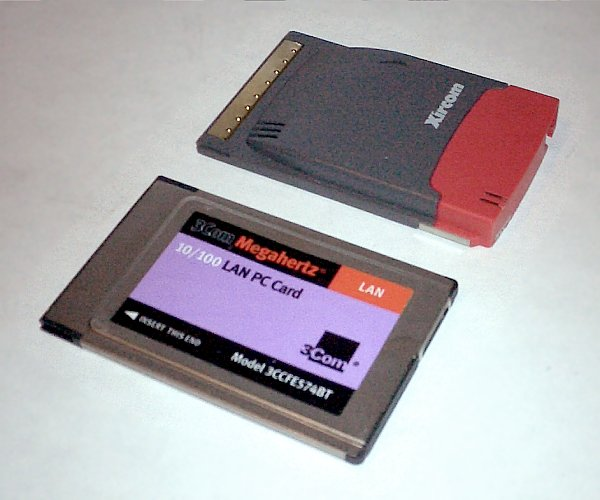
2개의 PC 카드 장치. 위의 것이 타입 3이고 아래 것이 타입 2이다.

컴퓨팅 환경에서 PC 카드(PC Card)는 노트북 컴퓨터를 위해 설계된 주변 기기 인터페이스의 폼 팩터이다. PCMCIA는 원래 1990년에 16비트 ISA 기반 PCMCIA 카드(PCMCIA Card)를 출시했으나 조직 이름과의 혼동을 피하기 위해 1995년 3월 PC 카드로 이름을 바꿨다. 카드 PC 카드는 PCI 사양을 기반으로 한 원래 PC 카드의 32비트 버전으로 출시되었다. 카드 슬롯은 원래 16비트 카드와 역호환되며, 이전 슬롯은 최신 카드와 역호환되지 않는다.
원래는 컴퓨터 저장용 메모리 확장 카드의 표준으로 설계되었지만 노트북 주변 장치에 사용 가능한 일반 표준이 존재하면서 네트워크 카드, 모뎀, 하드 디스크를 비롯한 다양한 종류의 장치가 개발되었다.
PC 카드 포트는 2003년부터 PCMCIA에서 처음 개발한 익스프레스카드 인터페이스로 대체되었다. 조직은 2009년에 해체되었으며 그 자산은 USB 구현자 포럼으로 통합되었다.

## 역사
PC 카드 표준(익스프레스 카드 이후)은 PCMCIA사가 정의하고 개발하였다. 1991년에 이 두 개의 표준은 JEIDA 4.1, 곧 PCMCIA 2.0 (PC 카드)으로 병합되었다.
PC 카드는 원래 컴퓨터 메모리 확장을 위해 설계되었으나, 노트북 주변기기에서 사용할 수 있는 이러한 일반적인 표준이 존재하였기에 수많은 종류의 장치를 이 폼에서 사용할 수 있었다. 일반적으로 랜카드, 모뎀, 하드 디스크를 포함한다. 이 카드들은 코닥 DCS 300 시리즈와 같은 초기 디지털 SLR 카메라에 사용되었다. 메모리 확장이라는 초기 용도는 더 이상 일반화되어 있지 않다.
1990년대의 수많은 노트북은 타입 2 슬롯이 장착되어 출시되었다.

## 이름
PCMCIA라는 이름은 표준을 정의하고 개발한 회사 단체인 개인용 컴퓨터 메모리 카드 국제 협회(Personal Computer Memory Card International Association)를 대표하는 말이다. 이 단체의 이름이 메모리 카드를 가리키는 말이었지만 이 표준은 메모리 장치에만 한정하지는 않는다. 이 카드들은 노트북 컴퓨터의 무선 연결, 모뎀 등의 기능에도 쓰인다.
PCMCIA는 2009년에 해체되었으며 PCMCIA 웹사이트에 따르면 지금은 USB-IF에 관리를 받는다.

## 카드 종류
- 타입 I: 램, 플래시 메모리, 에스램 카드와 같은 메모리 장치에 흔히 쓰였다.
- 타입 II: 16/32비트 인터페이스를 갖추었으며 5.0 mm의 두께를 가진다. 모뎀, 랜카드, TV 수신 카드가 흔히 쓰였다.
- 타입 III: 이 또한 16/32비트 인터페이스를 갖추었으며 10.5 mm의 두께를 가진다. 하드 디스크 드라이브 카드와 완전한 크기의 랜카드가 흔히 쓰였다.
- 타입 IV: 도시바가 개발한 카드 종류이며 PCMCIA가 표준으로 아직 지정해 놓고 있지는 않다. 두께는 16 mm.

## 카드 정보 구조
카드 정보 구조(CIS)는 PC 카드에 저장되는 데이터 포맷, 구조 정보이다. 더 정확히 말해 다음과 같은 정보를 포함하고 있다:
- 카드의 종류
- 지원 전원 공급 옵션
- 지원 전원 절약 옵션
- 제조업체
- 모델 번호
- 기타 정보

## 카드버스
카드버스(CardBus)는 PCMCIA 5.0 이후 (JEDIA 4.2 이후)의 32비트 PCMCIA 장치들을 가리킨다. 1995년에 도입되었으며 1997년 말 즈음부터 노트북에 장착되기 시작하였다. 카드버스는 PC 카드 폼 팩터를 지닌 32비트의 33 MHz PCI 버스이다. 카드버스는 CPU를 통하지 않고도 다른 장치나 메모리와 통신할 수 있는 버스 마스터링을 지원한다.

## 카드베이
카드베이(CardBay)는 2001년에 PCMCIA 규격에 추가되었다. 이것은 USB와 IEEE 1394와의 상위 호환성을 가지지만 완전히 채택되지는 않았으며 일부 노트북만 카드베이 기능이 있는 PC 카드 컨트롤러를 장착하고 있다. 이것은 마이크로소프트와 인텔의 드라이브 베이 이니셔티브이기도 하다.

## 같이 보기
- USB
- 익스프레스카드

## 참조
1. ↑  Imdad-Haque, Faisal (1996). 《Inside PC Card: CardBus and PCMCIA design》. EDN series for design engineers. Boston: George Newnes Ltd. ISBN 978-0-7506-9747-7.
2. ↑  Rathbone, Tina (1995년 12월 18일). 《Changing of the card》 (영어). InfoWorld Media Group, Inc. 87쪽.
3. ↑  “ExpressCard Information for Developers”. 2010년 6월 21일에 원본 문서에서 보존된 문서. 2010년 8월 19일에 확인함.
4. ↑  Linux PCMCIA Programmer's Guide